# Allium aladaghense
Allium aladaghense — вид трав'янистих рослин родини амарилісові (Amaryllidaceae), ендемік північно-східного Ірану. Видовий епітет стосується Аладагського гірського хребта.

## Опис
Цибулини субкулясті, ≈ 2 см в діаметрі; оболонки сірувато-коричневі. Листків 1 або 2, еліптичні до довгастих, верхня сторона сірувато-зелена і при основі червонувато-коричнева, край червоний і лускатий, 7–20 см × 1.5–3 мм. Стеблина циліндрична, пряма, коротша від листя, 2–8 см над землею, ≈ 2 мм, сиво-зелена. Зонтик від напівкулястого до субкулястого, багатоквітковий, діаметром 3–4 см. Квітконіжки прямі, завдовжки до 15 мм, пурпурові. Квіти плоскі зірчасті. Листочки оцвітини довгі трикутні, поздовжньо складені, гострі, 5–7 мм завдовжки, при основі шириною 0.5–1 мм, білі, з коричнюватою серединною жилкою. Пиляки ≈ 1.5 мм завдовжки, фіолетові. Зав'язь стиснено-куляста з трьома глибокими борознами, ≈ 2 мм діаметром, фіолетова, після цвітіння зеленувата. Коробочка стиснено тричастинна з борознами, довжиною 3–4 мм, діаметром 5–6 мм, у свіжому стані зеленувата, у сухому стані коричнева. Насіння одне в комірці, стиснено яйцювате, довжиною 2–2.5 мм, шириною 1–1.5 мм, товщиною ≈ 1 мм, блискуче чорне.
Проростання листя починається в травні, цвітіння і плодоношення завершується в середині червня.

## Поширення
Ендемік північно-східного Ірану.
Вид росте на північних і північно-західних кам'янистих схилах, між 2350–2600 м н. р. м., у гірських степах.